# Юлианский год (астрономия)
Юлиа́нский год (символ: a) — единица измерения времени. 

## Описание
Один юлианский год равен 365,25 юлианским дням по 86 400 секунд СИ каждый, то есть в точности 31 557 600 секунд. Это средняя продолжительность года в юлианском календаре, использовавшемся в Европе в античности и средневековье. Юлианские годы используются в астрономии для выражения периодов обращения вокруг Солнца каких-либо объектов Солнечной системы (астероидов, комет и тому подобное), в геохронологии для измерения больших промежутков времени, в ядерной физике для выражения периодов полураспада радионуклидов.
Ранее юлианский год определялся как 365,25 средних солнечных суток. В связи с заменой астрономического определения секунды СИ как 1/86400 части средних солнечных суток на более точное физическое определение (атомную секунду), определение юлианского года также изменилось. Юлианский год сейчас определяется, как сказано выше, через атомное время.
В юлианском календаре длина года принята равной 365¼ дня = 365,25 дня. Приближение 365¼ достигается введением одного високосного года на каждые 4 года. Поскольку тропический год несколько короче (на 1 января 2000 г. он составлял 365,2421897 суток), то это даёт ошибку в 1 день примерно через 128 лет. Длина тропического года в действительности медленно изменяется, поэтому как юлианский год, так и средний год григорианского календаря (365,2425 средних солнечных суток, ошибка в 1 день на примерно 3300 лет) представляют собой лишь приближение к периоду между двумя последовательными весенними равноденствиями (тропическому году, определяющему смену сезонов на Земле).
Сто юлианских лет составляют юлианское столетие, равное в точности 36 525 юлианских суток. Эта единица используется в качестве одной из основных единиц времени в астрометрии для выражения скорости секулярных изменений элементов орбит, положений осей вращения и т. п., в формулах, связывающих различные шкалы времени. Например, угловая скорость прецессии земной оси составляет (на эпоху 2000,0) 5029,0966 угловой секунды в юлианское столетие. Иногда используют и юлианское тысячелетие (365 250 юлианских дней).
На юлианском годе сейчас основывается определение светового года. По определению Международного астрономического союза (МАС) световой год равен расстоянию, которое свет проходит в вакууме, не испытывая влияния гравитационных полей, за один юлианский год. Именно это определение рекомендовано для использования в научно-популярной литературе. Ранее световой год основывался на длительности тропического года на эпоху 1900,0; изменение определения привело к удлинению светового года на 0,002 %, что не имеет никакой практической важности в связи с гораздо худшей точностью определения любых расстояний вне Солнечной системы.
Использование юлианского года в науке для выражения больших промежутков времени основано на том, что это точно определённая и неизменная единица, в отличие от тропического года; с другой стороны, юлианский год лишь на тысячные доли процента отличается от тропического, поэтому очень редко возникает необходимость учёта этого различия.